# 愛知県中学校の廃校一覧
愛知県中学校の廃校一覧（あいちけんちゅうがっこうのはいこうのいちらん）は、愛知県の中学校および中等教育学校の廃校の一覧である。対象となるのは学制改革（1947年）以降に廃校となった中学校と分校である。（但し、改革過渡期に設置された公立高校付設中学校は含めない。)

名称は廃校当時のもの。廃校時に属していた自治体が合併により消滅している場合は現行の自治体に含める。また現在休校中の学校は公式には存続していることとなっているが、休校中の学校は事実上廃校となっている場合が多いため、便宜上本項に記載する。

## 公立中学校

### 名古屋市
- 名古屋市立東中学校（1948年桜丘中〈旧〉と統合し名古屋市立あずま中学校へ）[1]
- 名古屋市立桜丘中学校〈旧〉（1948年東中と統合しあずま中となるも、1952年再独立）[2]
- 名古屋市立西港中学校（1950年名古屋市立港南中学校と名古屋市立港北中学校へ分割）[3]
- 名古屋市立今池中学校高牟分教場（1953年）[4]

### 豊橋市
- 豊橋市立東部中学校〈旧〉（1948年10月1日北部第二中と統合し豊橋市立青陵中学校へ）[5] [注釈 1]
- 豊橋市立北部第二中学校（1948年10月1日東部中〈旧〉と統合し青陵中へ）[5]
- 豊橋市立双和中学校（1958年豊橋市立石巻中学校へ統合）[7]
- 豊橋市立老津中学校（1960年杉山中と統合し豊橋市立章南中学校へ）[8]
- 豊橋市立杉山中学校（1960年老津中と統合し章南中へ）[8]

### 岡崎市
- 額田町立豊富中学校（1973年統合により岡崎市立額田中学校〈当時：額田町立〉へ）[9]
- 額田町立宮崎中学校（同上）[9]
- 額田町立形埜中学校（同上）[9]
- 額田町立下山中学校（同上）[9]
- 名古屋市立本宿郊外中学校（1966年名古屋市立緑丘小学校・中学校へ統合[10]）

### 瀬戸市
- 瀬戸市立本山中学校（2020年瀬戸市立にじの丘学園設立のため廃校〉[11]
- 瀬戸市立祖東中学校（同上）[11]

### 豊川市
- 赤坂町立赤坂中学校（1948年長沢中と統合し豊川市立音羽中学校〈当時：赤坂町長沢村組合立〉へ）[12]
- 長沢村立長沢中学校（1948年赤坂中と統合し音羽中へ）[12]
- 音羽町立萩中学校（1970年音羽中へ統合）[12]

### 津島市
- 津島市立津島中学校（1949年西中〈現：津島市立天王中学校〉と東中〈現：津島市立藤浪中学校〉[13]へ分割）[14]

### 碧南市
- 碧南市立大浜中学校（1955年棚尾中と統合し碧南市立南中学校へ）[15][注釈 2]
- 碧南市立棚尾中学校（1955年大浜中と統合し南中へ）[15]

### 刈谷市
- 刈谷市立依佐美中学校分校（1988年）[16]

### 豊田市
- 旭町立浅野中学校（1996年豊田市立旭中学校〈当時：旭町立〉へ統合）[注釈 3]
- 足助町立中部中学校（1963年9月統合により豊田市立足助中学校〈当時：足助町立〉へ）[17]
- 足助町立西部中学校（同上）[17]
- 足助町立北部中学校（同上）[17]
- 足助町立東部中学校（1967年足助中へ統合）[17]
- 下山村立大沼中学校（1971年羽布中と統合し豊田市立下山中学校〈当時：下山村立〉へ）[18]
- 下山村立羽布中学校（1971年大沼中と統合し下山中へ）[18]

### 安城市
- 安城町立安城中学校（1949年安城市立安城北中学校〈当時：安城町立〉と安城市立安城南中学校〈当時：安城町立〉に分立）
- 愛知学芸大学附属安城中学校（1953年愛知教育大学附属岡崎中学校〈当時：愛知学芸大学附属〉へ統合）[19]

### 西尾市
- 西尾市立三和中学校（1965年室場中と統合し西尾市立東部中学校へ）[20]
- 西尾市立室場中学校（1965年三和中と統合し東部中へ）[20]
- 吉良町立横須賀中学校（1966年9月1日吉田中と統合し西尾市立吉良中学校〈当時：吉良町立〉横須賀分教場となり、1968年新校舎に移転）[21]
- 吉良町立吉田中学校（1966年9月1日横須賀中と統合し吉良中吉田分教場となり、1968年新校舎に移転）[21]

### 犬山市
- 犬山市立楽田中学校（1960年9月統合により犬山市立南部中学校へ）[22]
- 犬山市立羽黒中学校（同上）[22][注釈 4]
- 犬山市立池野中学校（同上）[22][注釈 4]

### 常滑市
- 常滑市立三和中学校（1958年大野中と統合し常滑市立青海中学校へ）[23]
- 常滑市立大野中学校（1958年三和中と統合し青海中へ）[23]
- 常滑市立西浦中学校（1963年小鈴谷中と統合し常滑市立南陵中学校へ）[23]
- 常滑市立小鈴谷中学校（1963年西浦中と統合し南陵中へ）[23]

### 稲沢市
- 祖父江町立長岡中学校（1957年稲沢市立祖父江中学校〈当時：祖父江町立〉へ統合）[24]

### 新城市
- 新城町立舟着中学校（1958年新城市立新城中学校〈当時：新城町立〉へ統合）[25]
- 鳳来町立長篠中学校（1968年統合により新城市立鳳来中学校〈当時：鳳来町立〉へ）[26]
- 鳳来町立鳳来東中学校（同上）[26]
- 鳳来町立鳳来西中学校（同上）[26]
- 鳳来町立海老中学校（1969年鳳来中へ統合）[26]
- 鳳来町立山吉田中学校（1970年鳳来中へ統合）[26]
- 鳳来町立東陽中学校（1972年鳳来中へ統合）[27]
- 作手村立作手北中学校（1962年作手中央中と統合し新城市立作手中学校〈当時：作手村立〉へ）[28]
- 作手村立作手中央中学校（1962年作手北中と統合し作手中へ）[28]
- 作手村立作手南中学校（1974年作手中へ統合）[29]

### 知多市
- 知多町立岡田中学校（1958年旭中と統合し知多市立知多中学校〈当時：知多町立〉へ）[30]
- 知多町立旭中学校（1958年岡田中と統合して知多中へ）[30][注釈 6]

### 尾張旭市
- 旭町立旭東中学校（1961年尾張旭市立旭中学校〈当時：旭町立〉へ統合）[31][注釈 7]
- 名古屋市立緑丘中学校（1993年）[32]

### 田原市
- 田原町立田原中学校北部分校[33]（廃校時期不詳）
- 田原町立田原中学校東部分校[33]（同上）
- 田原町立神戸中学校（1961年六連分校および田原中の一部と統合し田原市立東部中学校〈当時・田原町立〉へ）[34]
- 田原町立神戸中学校六連分校（1961年本校および田原中の一部と統合し東部中へ）[34]
- 田原市立野田中学校（2016年田原市立田原中学校へ統合）[35]
- 田原市立伊良湖岬中学校（2019年田原市立福江中学校へ統合）[36]
- 田原市立泉中学校（2021年田原市立赤羽根中学校へ統合）[37]

### 愛西市
- 佐屋町立市江中学校（1957年愛西市立佐屋中学校〈当時・佐屋町立〉へ統合）[注釈 8]

### 弥富市
- 弥富町立弥富中学校〈旧〉（1958年鍋田中と統合し弥富市立弥富中学校〈当時：弥富町立〉へ）[38]
- 弥富町立鍋田中学校（1958年弥富中〈旧〉と統合し弥富中〈新〉へ）[38]

### 丹羽郡
- 大口町立大口中学校〈旧〉（2008年大口北部中と統合し大口町立大口中学校〈新〉へ）[39]
- 大口町立大口北部中学校（2008年大口中〈旧〉と統合し大口中へ〈新〉）[39]

### 知多郡
- 南知多町立内海中学校（2023年統合により南知多町立南知多中学校へ）[40]
- 南知多町立豊浜中学校（同上）[40]
- 南知多町立師崎中学校（同上）[40]
- 南知多町立日間賀中学校（同上）[40]

### 額田郡
- 幸田町立豊坂中学校（幸田町立幸田中学校へ統合）[注釈 9]

### 北設楽郡
- 設楽町立神田中学校（1960年田口中へ統合）
- 設楽町立田口中学校八橋分校（同上）
- 設楽町立田口中学校（2001年統合により設楽町立設楽中学校へ）[注釈 10]
- 設楽町立名倉中学校（同上）
- 設楽町立清嶺中学校（同上）
- 設楽町立津具中学校（2024年設楽中へ統合）[41]
- 上津具村立上津具中学校（1950年下津具中と統合し設楽町立津具中学校〈当時：上津具村下津具村学校組合立〉へ）[注釈 11]
- 下津具村立下津具中学校（1950年上津具中と統合し津具中へ）
- 東栄町立振草中学校（1975年東栄町立東栄中学校へ統合）[注釈 12]
- 東栄町立三輪中学校（同上）
- 豊根村立豊根中学校〈旧〉（1974年統合により豊根村立豊根中学校〈新〉へ）[42]
- 豊根村立三沢中学校（同上）[42]
- 豊根村立坂宇場中学校（同上）[42]
- 豊根村立富山中学校（2015年豊根中へ統合）[43]

## 私立中学校

### 名古屋市
- 光陵中学校[注釈 13]
- 大同中学校[注釈 14]
- 尾張中学校（1956年）[注釈 15]
- 享栄中学校（1965年）[45]
- 常磐中学校（1965年）[46]
- 東邦中学校（1966年休校、1974年1月廃校）[47]
- 中京女子中学校（1978年）[48]
- 中京中学校（1979年休校、1998年廃校）[49]

### 岡崎市
- 愛知産業大学三河中学校（2019年休校、2022年廃校）[50]
- 岡崎学園中学校（休校）[51]

### 安城市
- 安城学園中学校（1983年）[52]

### 豊田市
- 豊田大谷中学校（2007年休校、2012年廃校）[53]
- 南山国際中学校（2020年休校、2023年廃校）[54]

### 豊川市
- 豊川中学校（1957年）[55]